# Wanda Dziedzic
Wanda Jadwiga Dziedzic z domu Borzemska (ur. 2 października 1912 w Radziechowie, zm. 1 lutego 2017 w Londynie) – polska nauczycielka i działaczka emigracyjna, podsekretarz stanu w Rządzie RP na uchodźstwie.

## Życiorys
Ukończyła szkołę we Lwowie, a następnie studiowała w Krakowie. W trakcie II wojny światowej została deportowana przez sowietów na Syberię. Po podpisaniu układu Sikorski-Majski, opuściła ZSRR przez Indie udając się do Wielkiej Brytanii, gdzie osiadła na stałe. Po wojnie pracowała jako nauczycielka oraz kierowniczka w szkołach polskich w Londynie. Udzielała się również w środowisku emigracyjnym.
Zasiadała w Radzie Stanu Rzeczypospolitej Polskiej (1971–1972) oraz w Radzie Narodowej Rzeczypospolitej Polskiej kadencji V, VI, VII, VIII (1973–1991). Od 1978 była zastępcą członka Kapituły Orderu Odrodzenia Polski na uchodźstwie, a w 1990 została wybrana członkiem tego gremium. 30 kwietnia 1987 została powołana na stanowisko kierownika referatu w Ministerstwie Kultury i Oświaty w pierwszym rządzie Edwarda Szczepanika. 20 listopada 1989 została mianowana przez prezydenta RP na uchodźstwie Ryszarda Kaczorowskiego na stanowisko podsekretarza stanu w Ministerstwie Kultury i Oświaty, a wobec wypełnienia misji władz RP na uchodźstwie 20 grudnia 1990 została zwolniona z tego urządu stanowiska.
Zmarła 1 lutego, a 6 marca 2017 odbył się jej pogrzeb w kościele Chrystusa Króla w Londynie. Od 1948 był zamężna z Bolesławem Dziedzicem (1909–1985, także polityk emigracyjny), z którym miała córkę Krystynę oraz synów Marka i Stanisława. 

## Odznaczenia
- Krzyż Komandorski Orderu Odrodzenia Polski – pośmiertnie (27 lutego 2017, za osiągnięcia w pracy publicznej, społecznej i charytatywnej)[7]
- Krzyż Oficerski Orderu Odrodzenia Polski (3 maja 1989, za długoletnią pracę niepodległościową, społeczną i oświatową)[8][9]
- Krzyż Kawalerski Orderu Odrodzenia Polski (3 maja 1975)[10][1]
- Złoty Krzyż Zasługi (11 listopada 1962)[11]